# Cleome chapalaensis
Cleome chapalaensis là một loài thực vật có hoa trong họ Màng màng. Loài này được Iltis mô tả khoa học đầu tiên năm 1998.